# 헤르베르트 판델
헤르베르트 판델(Herbert Fandel, 1964년 3월 9일)은 2009년에 은퇴한 독일의 옛 축구 심판으로, 음악 학교 교장을 겸하고 있다.
UEFA컵 2005-06에서 미들즈브러와 세비야의 결승전 경기의 주심을 맡았으며 UEFA 챔피언스리그 2006-07에서 AC 밀란과 리버풀의 결승전 경기의 주심을 맡았다. 2000년 하계 올림픽 축구에서 대한민국과 모로코, 미국과 쿠웨이트의 조별 예선 두 경기, 브라질과 카메룬의 8강전 경기의 주심을 맡았고 2005년 FIFA 컨페더레이션스컵에서 그리스와 일본의 조별 예선 경기의 주심을, UEFA 유로 2008에서 포르투갈과 터키, 네덜란드와 프랑스의 조별 예선 두 경기, 스페인과 이탈리아의 8강전 경기의 주심을 맡았다.
2007년 6월 2일 덴마크 코펜하겐 파르켄에서 열린 덴마크와 스웨덴의 UEFA 유로 2008 예선 경기에서 3-3 동점 상황이던 후반 44분 스웨덴의 마르쿠스 로센베리에게 파울을 가한 덴마크의 크리스티안 포울센의 퇴장과 스웨덴의 페널티킥을 선언하자 판정에 불만을 품고 경기장에 난입한 덴마크 관중한테 폭행당하는 불상사를 당했다. 유럽 축구 연맹(UEFA)는 스웨덴의 3-0 몰수승을 선언하고 포울센에게 A매치 3경기 출장 정지 처분을 내리는 한편 덴마크 축구 협회에게는 벌금 부과와 함께 홈 경기로 치러지는 예선 4경기를 코펜하겐에서 멀리 떨어진 지역에서 치르도록 하는 내용의 중징계를 내렸다.